# Résolution 239 du Conseil de sécurité des Nations unies
Membres permanents
- Chine (Taïwan)
- États-Unis
- France
- Royaume-Uni
- URSS

Membres non permanents
- Argentine
- Brésil
- Bulgarie
- Canada
- Danemark
- Éthiopie
- Inde
- Japon
- Mali
- Nigéria

Résolution no 238 Résolution no 240
La Résolution 239  est une résolution du Conseil de sécurité des Nations unies adoptée le 10 juillet 1967, dans sa 1367e séance, après avoir réaffirmé sa préoccupation sur la question et des condamnations antérieures, le Conseil a de nouveau condamné tout État qui s'obstinerait à permettre ou tolérer le recrutement de mercenaires ou de la fourniture d'installations pour eux, avec l'objectif de renverser les gouvernements des États membres. Le Conseil a appelé les gouvernements à veiller à ce que leur territoire et les ressortissants n'ont pas été utilisés pour la planification de la subversion, le recrutement, la formation ou le transit de mercenaires visant à renverser le gouvernement de la République démocratique du Congo.

## Vote
La résolution a été approuvée à l'unanimité.

## Texte
- Résolution 239 Sur fr.wikisource.org
- Résolution 239 Sur en.wikisource.org